# Lock On: Modern Air Combat
Lock On: Modern Air Combat è un simulatore di volo di velivoli militari moderni, sviluppato da Eagle Dynamics e distribuito da Ubisoft nel 2003.

## Modalità di gioco
Il simulatore mette a disposizione dell'utente otto velivoli: i russi Su-25, Su-27, Su-33, Mig-29A, Mig-29C, MiG-29G e gli statunitensi F-15C e A-10A. lo scenario bellico è costituito dalla penisola della Crimea e dalla regione caucasica. I velivoli sono caratterizzati dalla presenza di un abitacolo 3D, da un modello di volo ed un sistema d'arma specifico per ogni mezzo. Presente anche un Mission Editor per creare/modificare missioni personalizzate.
Da segnalare, a livello di IA, la presenza di 31 velivoli russi tra aerei ed elicotteri, 29 per quanto riguarda la Nato. I mezzi corazzati simulati sono 26 mentre 18 sono le imbarcazioni militari riprodotte, tra cui la statunitense USS Carl Vinson (CVN-70) e la russa Admiral Kuznecov. Presente anche un sistema di difesa aereo sia Nato che russo.

## Lock On: Flaming Cliffs
Nel 2005 la Eagle Dynamics ha distribuito la prima espansione del simulatore, Lock On: Flaming Cliffs. FC aggiunge alla lista degli aerei controllabili il velivolo d'attacco al suolo russo Sukhoi Su-25T (una versione evoluta del Su-25 "Frogfoot") e introduce una serie di nuove Texture. Il modello di volo del Su-25T segna un passo in avanti rispetto a Lomac, sia per quanto riguarda il controllo del mezzo, sia per quanto riguarda la fisica del simulatore. Diverse novità coinvolgono anche l'avionica del Su-25T. Da segnalare la presenza di nuove missioni, campagne ed una nuova serie di strutture terrestri.
Lock On: Flaming Cliffs 2 è stato pubblicato nel 2009. La principale novità di FC2 è rappresentata dall'introduzione del nuovo ambiente simulativo The Fighter Collection Simulation Engine (TFCSE) alla base della nuova serie Digital Combat Simulator.